# Vanilla Twilight
Vanilla Twilight è un singolo del progetto musicale statunitense synthpop Owl City, pubblicato il 26 gennaio 2010 come secondo estratto dall'album Ocean Eyes.

## Tracce
CD Singolo
Testi e musiche di Adam Young.
1. Vanilla Twilight – 3:53

## Classifiche
| Classifica (2010) | Posizione massima |
| ----------------- | ----------------- |
| Australia         | 44                |
| Belgio (Fiandre)  | 52                |
| Belgio (Vallonia) | 67                |
| Canada            | 74                |
| Danimarca         | 24                |
| Nuova Zelanda     | 36                |
| Regno Unito       | 94                |
| Stati Uniti       | 72                |